# Campionato mondiale di hockey su ghiaccio 1983
Il campionato mondiale di hockey su ghiaccio 1983 (49ª edizione) si è svolto dal 16 aprile al 2 maggio 1983 in Germania Ovest, in particolare nelle città di Monaco di Baviera, Dortmund e Düsseldorf. Esso è stato considerato anche come campionato europeo, alla sua 60ª edizione.
Vi hanno partecipato otto rappresentative nazionali. A trionfare è stata la nazionale sovietica, che ha conquistato così il 19º titolo mondiale ed il 22° europeo.

## Nazionali partecipanti
- Unione Sovietica
- Cecoslovacchia
- Canada
- Svezia
- Germania Ovest
- Germania Est
- Italia
- Finlandia

## Podio

### Mondiale
| Pos. | Squadra          |
| ---- | ---------------- |
| 1°   | Unione Sovietica |
| 2°   | Cecoslovacchia   |
| 3°   | Canada           |

### Europeo
| Pos. | Squadra          |
| ---- | ---------------- |
| 1°   | Unione Sovietica |
| 2°   | Cecoslovacchia   |
| 3°   | Svezia           |